# Rivetina similis
Rivetina similis es una especie de mantis de la familia Mantidae.

## Distribución geográfica
Se encuentra en Tayikistán.